# Coccyzus minor
Coccyzus minor là một loài chim trong họ Cuculidae.